# Utrikespolitiska föreningen Göteborg

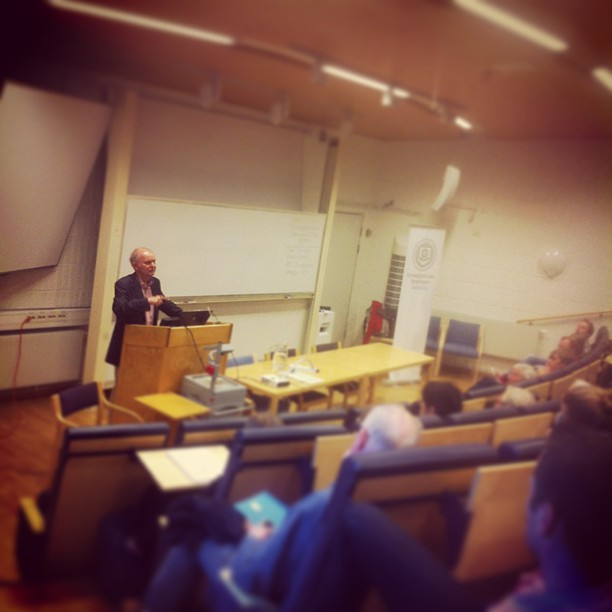
Bild från Stig Fredriksons föreläsning för Utrikespolitiska föreningen Göteborg 2013.

Utrikespolitiska föreningen Göteborg är en ideell förening vid Göteborgs universitet. Föreningen grundades 1925 och är sedan 2007 medlem i paraplyorganisationen Utrikespolitiska förbundet Sverige.
Utrikespolitiska föreningen Göteborg är partipolitiskt och religiöst obundet och har ambitionen att väcka intresse och sprida kunskap kring utrikespolitiska frågor. Detta görs bland annat genom gästföreläsningar, seminarier och debatter, filmvisningar, resor och tidningen Utblick. 
Föreningens verksamhet finansieras i huvudsak av statsbidrag från Ungdomsstyrelsen och Sida. Andra inkomstkällor är medlems- och entréavgifter, samt bidrag från olika organisationer och stiftelser.
Utrikespolitiska föreningen Göteborg har sedan 2011 varit medarrangörer till både Global Forum och Global Week i Göteborg.

## Kommittéer
Föreläsningskommittén anordnar gästföreläsningar, seminarier och debatter som berör aktuella och intresseväckande ämnen. Toppolitiker som  Carl Bildt, Margot Wallström, Anna Lindh, Fredrik Reinfeldt och Cecilia Malmström har föreläst hos föreningen. Under våren 2014 hölls även en välbesökt lunchdebatt mellan Jonas Sjöstedt och Jan Björklund.
Evenemangskommittén anordnar bland annat filmvisningar och mingel med anknytning till utrikespolitiska och internationella teman. Kommittén anordnar även studieresor för föreningens medlemmar, och har bland annat varit i Bryssel, Köpenhamn, Istanbul, Sarajevo, Amman, Washington D.C., Budapest, Skopje, Palermo och Tel Aviv.
PR-kommittén står för all marknadsföring av såväl föreningen som dess aktiviteter. De ansvarar även för gymnasieprojektet som syftar till att nå ut till gymnasieelever runt om i Göteborg.
Utblick är föreningens tidskrift som skrivs av föreningens medlemmar och berör aktuella ämnen på numrets utrikespolitiska tema. Tidskriften kommer ut i fyra nummer per år.
Model United Nations (MUN) är det senaste tillskottet i UF där deltagarna agerar som olika delegationer från runt om i världen i olika simulationer som t.ex. Säkerhetsrådet, andra FN-organ eller andra mellanstatliga organisationer. MUN kommittén har till syfte att åka på en internationell konferens varje termin och har hittills besökt Budapest, Cambridge, Paris, Leuven och Malmö.

## Ordförandehistorik
- VT 2004: Gregory Nilsson
- HT 2004: Josefin Claesson
- 2005: Tyra Warfvinge
- 2006: Tommy Söder
- 2007: Elin Jakobsson
- 2008: Niklas Hill
- 2009: Anneli Rasmussen
- 2010: Niclas Martinsson
- 2011: Klara Sommerstein
- 2012: Ivana Bliznac[7]
- 2013: Lovisa Möller[8]
- 2014: Adam Josefsson[9]
- 2015: Sara Varghaei[10]
- VT 2016: Oleksandra Kryshtapovych
- HT 2016: Katinka Ernstsson
- 2017: Mikael Hemlin
- 2018: Selver Berbic
- 2019: Marigona Goxhuli
- 2020: Humaira Khoshal P Safi